# Abasinski rajon
Der Abasiniski rajon (russisch Абазинский район; abasinisch Абаза район; Abasinischer Rajon) ist ein Rajon in der Republik Karatschai-Tscherkessien der Russischen Föderation.
Der im Nordkaukasus gelegene Rajon hat etwa 17.000 Einwohner, das Verwaltungszentrum ist die Ortschaft (Aul) Inschitsch-Tschukun. Die große Mehrheit der Bevölkerung (87,1 %) gehören dem namensgebenden Volk der Abasinen an, kleinere Minderheiten sind Tscherkessen (5,0 %), Russen (4,1 %) und Karatschaier (1,9 %). Der Rajon wurde im Jahr 2006 geschaffen und ist in fünf Gemeinden untergliedert.